# Parabatyle
Parabatyle is een kevergeslacht uit de familie van de boktorren (Cerambycidae). De wetenschappelijke naam van het geslacht werd voor het eerst geldig gepubliceerd in 1912 door Casey.

## Soorten
Parabatyle is monotypisch en omvat slechts de volgende soort:
- Parabatyle sanguiniventris (Chevrolat, 1862)